# Václav Šinágl
Václav Šinágl (18. září 1928, Všeradice – 17. února 2016) byl československý hokejový útočník. 

## Hráčská kariéra
Reprezentoval Československo ve 4 zápasech v letech 1953-1954. V lize hrál během vojenské služby za ATK Praha (1950-1952) a dále za TJ Dynamo Karlovy Vary (1952-1956). V nejvyšší hokejové soutěži nastoupil v 55 utkáních a dal 57 gólů.